# 楔异蓝蛤
楔异蓝蛤（学名：Anisocorbula cuneata），是海螂目抱蛤科异篮蛤属的一种。主要分布于中国大陆，常栖息在潮下带25-174米。